# Lotus SmartSuite
Lotus SmartSuite es una suite ofimática de IBM, cuya última versión lanzada fue la 9.8.6, en la que se integran principalmente:
- Lotus Organizer, Agenda electrónica.
- Lotus 1-2-3, hoja de cálculo.
- Lotus Word Pro, procesador de texto.
- Lotus Approach, sistema de gestión de bases de datos.
- Freelance Graphics, programa de presentación.

Lotus SmartSuite fue descontinuado para dar paso a una nueva implementación de IBM Lotus Symphony basada en el software Eclipse y sin relación alguna con Lotus Symphony, aunque recuperara parte de su nombre.  
El 14 de julio de 2011, IBM anunció que donaría el código fuente de IBM Lotus Symphony al proyecto OpenOffice de la Fundación Apache.